# Ditaxis
Ditaxis es un género perteneciente a la familia de las euforbiáceas con 81 especies de plantas.

## Taxonomía
El género fue descrito por Vahl ex A.Juss. y publicado en De Euphorbiacearum Generibus Medicisque earumdem viribus tentamen, tabulis aeneis 18 illustratum 27. 1824. La especie tipo es: Ditaxis fasciculata Vahl ex A. Juss.
Etimología
Su nombre proviene del griego dis = ("dos") y taxis = ("rango"), refiriéndose a los estambres que están en dos verticilos.

## Especies seleccionadas
- Ditaxis acaulis
- Ditaxis adenophora
- Ditaxis aphoroides
- Ditaxis argentea
- Ditaxis californica
- Ditaxis clariana
- Ditaxis desertorum
- Ditaxis heterantha - azafrán de bolita
- Ditaxis lanceolata
- Ditaxis meridiei
- Ditaxis neomexicana